# Magyarhertelend
Magyarhertelend est un village et une commune du comitat de Baranya en Hongrie.